# Saksonia-Römhild
Księstwo Saksonii-Römhild (niem. Herzogtum Sachsen-Römhild) – księstwo Świętego Cesarstwa Rzymskiego powstałe w wyniku wydzielenia z pozostałych ziem linii ernestyńskiej dynastii Wettynów, istniejące od 1680 do 1710 roku.

## Historia
To osobne księstwo, nie posiadające pełnej suwerenności, podlegało księstwu Saksonia-Gotha-Altenburg i stworzone zostało dla Henryka (1650-1710), czwartego syna Ernesta I Pobożnego. Obejmowało Römhild, stolicę z okolicami, oraz starostwa Königsberg in Bayern, Themar, Behrungen, Milz i inne mniejsze posiadłości.
Pierwszym i ostatnim władcą był bezdzietny książę Henryk, generał – feldzeugmeister armii cesarskiej. Po jego śmierci państewko zostało podzielone przez okoliczne księstwa ernestyńskie, Saksonię-Altenburg, Saksonię-Hildburghausen i Saksonię-Meiningen. Przy ponownym podziale ziem ernestyńskich w 1826 roku większość obszaru byłego Sachsen-Römhild przypadła księstwu Saksonii-Meiningen.

## Władcy
- Henryk 1680–1710 (lata życia: 1650–1710)